# Rete civica
La Rete Civica è un'iniziativa di telematica civica promossa dalla Pubblica Amministrazione, con funzioni comunicative, informative e di servizio transattivo.
Le esperienze che confluiscono sotto la dicitura Rete civica sono varie: Community network, Civic network, City network; in Italia si trova una definizione molto ampia che è Città digitali.

## Storia
Le prime reti civiche sono nate negli Stati Uniti, una delle più note è partita infatti da un'esperienza fatta da un ospedale di Chicago.

### In Italia
La storia dell'informatizzazione del settore pubblico in Italia è stata tormentata, infatti soltanto nel 1993, con la creazione dell'AIPA, è nato un centro di coordinamento.
Da quel momento la pubblica amministrazione italiana è stata in grado di creare una “tele-amministrazione” in grado di competere con i migliori esempi a livello europeo.
Fra le prime reti civiche promosse da una pubblica amministrazione in Europa, e prima in Italia fra quelle promosse da amministrazioni comunali, vi è Iperbole, nata a Bologna nel 1995. Iperbole fu inizialmente incentrata sulla connessione gratuita a Internet per i cittadini ed in seguito venne sviluppata sui servizi pubblici per i cittadini.

## Oggi
Le reti civiche stanno assumendo un ruolo importante nella globalizzazione telematica poiché favoriscono la comunicazione interattiva tra i cittadini. Attraverso questa comunicazione, esse dovrebbero da un lato contribuire a creare e rafforzare l'identità locale, dall'altro consentire l'accesso e la visibilità del territorio ad un pubblico che, potenzialmente, è di scala globale.
Le reti civiche diventano, o dovrebbero diventare, uno strumento che risponde a due esigenze:
rafforzare la cultura locale e l'identità dei luoghi, e diffondere la storia e l'immagine dei sistemi locali nel mondo.
Quelle esistenti oscillano tra logiche di amministrazione digitale (i servizi on-line offerti dalle pubbliche amministrazioni) e logiche di egovernance, (forum di discussione dei cittadini, partecipazione diretta alla vita della comunità locale).
Esse nascono secondo modalità diverse: da iniziative dell'ufficio per le relazioni con il pubblico (URP) o dei Sistemi Informativi, o con esperienze nate in ambito universitario e associativo.

## Servizi e funzioni
Tipologie di servizi e funzioni offerti dalle reti civiche sono:
- servizi telematici pubblici (reti della P.A.)
- reti dei cittadini o community network (organizzate dal basso per condividere conoscenze ed esperienze tra gli attori del sistema locale)
- reti telematiche urbane o città cablate (consentono la circolazione telematica attraverso le fibre ottiche per agevolare la diffusione delle informazioni).

## Vantaggi e svantaggi
Inizialmente non si sono creati forum di comunicazione e scambio di idee tra i cittadini sul tipo delle community network statunitensi e, quando questi forum si sono creati (come nel caso della rete civica di Bologna non hanno avuto peso politico, ossia non sono stati in grado di influire sul processo decisionale che ha continuato secondo le vecchie regole.
Dal 1995 c'è stata una crescita esponenziale delle reti civiche dal punto di vista numerico; in alcuni casi queste reti civiche sono diventate il fattore di innesco per la promozione dell'innovazione tecnologica e organizzativa. In altri casi (come nel caso della rete civica dell'Aniene) la community network organizzata dal basso e da realtà del territorio consentono ancora punti di incontro/scontro e di consensualità o meno su scelte che riguardano la città.

## Città digitali in Italia
Ogni anno il Censis pubblica un rapporto, "Città Digitali in Italia", nel quale vengono indicati tutti i siti pubblici e privati registrati con un dominio di territorio.
Esso comprende anche i siti delle pubbliche amministrazioni (Regioni, Province, Comuni, Camere di Commercio).
Secondo il già citato rapporto, il loro numero è raddoppiato tra il 1997 e il 1998 (in totale 1121), ma non è possibile valutare la qualità dei servizi offerti e i benefici che ne derivano per il territorio amministrato.
In Italia, la diffusione della tecnologia Wi-Fi negli spazi pubblici è legata ad iniziative di comunità locali, mentre ancora manca un piano di copertura nazionale con investimenti privati, teso a creare una rete wireless estesa come quelle che forniscono servizi di fonia mobile.
È utile citare le esperienze più significative nei capoluoghi di provincia italiani.

### Bologna
Il comune di Bologna offre ai cittadini l'estensione dei servizi della rete civica Iperbole su Wi-Fi, avvalendosi per la rete e le tecnologie di partner privati.
Attualmente la copertura comprende alcune zone del centro storico e la zona universitaria.

### Cremona
60 000 famiglie, 8 000 aziende, 115 Comuni: sono questi i numeri nella provincia di Cremona del divario digitale. In queste realtà le nuove tecnologie della comunicazione e dell'informazione (ad esempio internet veloce) non sono disponibili.
Per contrastare questo fenomeno la Provincia di Cremona ha posto ed affrontato il tema delle nuove tecnologie come servizio universale. Il loro uso, ormai massiccio e stratificato, sta rendendo sempre più necessario considerare la banda larga come un servizio universale. Così come è stato negli scorsi decenni per le reti elettriche, dell'acqua e delle fognature allo stesso modo oggi occorre portare in tutte le comunità locali la nuova infrastruttura tecnologica.
La Provincia ha dato vita a Conve.cr spa, una società pubblica alla quale partecipano le aziende di servizi pubblici del territorio, il cui compito è stato quello di annullare il divario digitale entro il 2007 realizzando una rete provinciale ad alta velocità.
Grazie ad un accordo con Aemcom, operatore di larga banda del Gruppo Aem Cremona spa, la rete ha ormai già raggiunto tutti i comuni della provincia. La tecnologia scelta è il Wireless, cioè le trasmissioni radio. Aemcom utilizza lo standard Hiperlan2 che consente alla clientela non solo elevate capacità trasmissive (internet a larga banda) ma anche di disporre di una linea telefonica VoIP.
Inoltre, Aemcom ha creato un nuovo servizio chiamato "WIFI AREA AEMCOM", dove con pochi euro è possibile comprare delle carte prepagate e navigare in rete wi-fi nelle zone coperte (le piazze principali della città, le Canottieri Flora, Baldesio, Bissolati, altre società come Stradivari e S.Zeno, centro commerciale Cremona Po e Cremona 2, Ospedale Maggiore, Fiera e zone limitrofe, palazzo del Comune oltre ad altre zone come ristoranti e hotel.)
Di oltre 2 milioni di euro l'investimento complessivo.

### Ferrara
Il progetto di una rete wifi cittadina è iniziato nel 2008, ed è entrato in funzione nel 2009. L'accesso al WIFI Pubblico a Ferrara è gratuito, ma richiede una registrazione che può essere effettuata in pochi minuti alla Stazione Ferroviaria di Ferrara e in altri 3 punti centrali a Ferrara.
Il Comune di Ferrara non è ancora completamente coperto dal wi-fi civico. Le zone attualmente coperte sono il Centro, la Stazione Ferroviaria ed i giardini limitrofi, Piazza XXIV Maggio, il Giardino delle Duchesse.

### Firenze
La provincia di Firenze sarà la prima rete wi-fi. Il wi-fi è utilizzato per la prima volta come componente di una grande rete Ethernet (non per creare LAN domestiche). Un milione di abitanti, esclusi dalla pianificazione per ADSL e coperti da quattro piccole direttrici di fibra ottica, fruiranno di una rete di ponti radio HIPERLAN e wi-fi (per le distanze più piccole), finanziata con la tecnica del project financing. L'80% del costo è a carico della provincia che avrà la proprietà della rete (civica).
Una gara d'appalto assegnerà la realizzazione del restante 20% dell'opera (e relativi costi) e una concessione di 10 anni per la gestione della rete. In tale arco di tempo si stima che il privato dovrebbe recuperare il capitale investito con un adeguato ritorno economico. Ogni anno dovrà pagare un canone di concessione pari al 6% del fatturato alla provincia-proprietaria della rete.
Il capitale pubblico in parte è ripagato dai canoni di concessione, in parte si compone di un indebitamento dai 20 anni ai 30 anni, e in parte di contributi a fondo perduto (fondi CIPE e legge 41 sulle comunità montane).
Con l'utilizzo di questi fondi, lo stanziamento della provincia di Firenze ammonta a 1.2 milioni di euro dei 4.5 (80% del costo totale) a carico dell'ente pubblico per la copertura di 1 milioni di abitanti con velocità di connessione pari a 1.2 mega per le utenze business e una scelta fra tagli da 640 kbit/secondo e 256 kbit/sec. per le utenze private.
I comuni, attraverso società controllate o collegate (art. 6 del Codice delle Comunicazioni Elettroniche), possono fornire collegamento in banda larga con tecnologia wi-fi. Lo stesso codice vieta ai comuni di svolgere direttamente attività di Wireless Internet Service Provider. Con il Decreto 4 ottobre 2005 che modifica il decreto 28 maggio 2003, concernente "Condizioni per il rilascio delle autorizzazioni generali per la fornitura al pubblico dell'accesso radio LAN alla rete ed ai servizi di telecomunicazioni", è consentita la fornitura di un accesso wi-fi anche nelle aree pubbliche non geograficamente limitate.

### Forte dei Marmi
Il 1º dicembre 2008 è stata tenuta una conferenza stampa presso il comune di Forte dei Marmi per la presentazione ufficiale del progetto "Fortesenzafili" che si compone di due servizi completamente gratuiti per la cittadinanza, gestiti dall'Azienda Multiservizi Forte dei Marmi srl:
- Una rete Wi-Fi a copertura del centro storico di Forte dei Marmi.
- Una rete Hiperlan a copertura del resto del territorio comunale.

L'accesso alla rete Wi-Fi è consentito da un nome utente e una password generati e inviati sul cellulare dell'utente alla prima connessione, le chiavi d'accesso aggiornate devono essere richieste nuovamente trascorse 24 ore; l'accesso alla rete Hiperlan necessita solo di una prima installazione di un'antenna predisposta alla recezione delle onde radio e all'inserimento di nome utente e password, dopo di che la connessione è permanentemente attiva.
Il sindaco ha espresso la sua soddisfazione sul progetto che permette a cittadini e ospiti della città di sfruttare Internet gratuitamente, rendendo più semplice l'accesso a questa tecnologia.

### Frosinone
Nel 2005 nella provincia di Frosinone è stata creata (e tuttora in continua espansione) una rete wi-fi con lo scopo di portare l'ADSL nei comuni con pochi abitanti, non raggiunti dall'ADSL via cavo.
Nel 2006 l'esperienza del wireless in provincia di Frosinone si espande ulteriormente con il Progetto WBGAL. Il GAL Gruppo di Azione Locale - Versante Laziale del Parco Nazionale d'Abruzzo, sta attuando il programma comunitario Leader (Leader II e Leader Plus) nei territori di 25 Comuni della Provincia di Frosinone e più precisamente nella Valle di Comino, in parte della Valle del Liri e dei Monti Ernici.
I comuni soci sono i seguenti: Alvito, Arpino, Atina, Acquafondata, Belmonte, Boville Ernica, Campoli, Casalattico, Colle San Magno, Casalvieri, Fontechiari, Gallinaro, Monte San Giovanni Campano, Pescosolido, Picinisco, Posta Fibreno, San Donato Val Comino, San Biagio Saracinisco, Settefrati, Terelle, Vallerotonda, Veroli, Vicalvi, Villa Latina, Viticuso.
Il GAL-Verla, come tutti i Gal d'Europa, opera in aree definite rurali e quindi non facilmente raggiungibili da una diffusa e omogenea connettività ADSL.
Questi territori, in tutta Europa, subiscono un reale e inevitabile divario tecnologico che rappresenta un serio ostacolo per lo sviluppo di progetti di amministrazione digitale per gli Enti pubblici e per le attività economiche (turistiche e produttive per gli operatori professionali e commerciali) e per la qualità della vita dei cittadini.
Il Progetto WBGAL (Wireless Broadband GAL - banda larga senza fili per il territorio del GAL) rappresenta un approccio tecnologicamente innovativo, ma già adeguatamente testato (anche in termini di sicurezza) e particolarmente adatto per risolvere - con tempestività ed efficacia - il problema del "divario digitale", attraverso investimenti mirati alla realizzazione di "architetture leggere", già consolidate in altre realtà similari, dotate della massima flessibilità, interoperabili e senza alcuna discriminazione verso le altre tecnologie, ma con piena volontà di perseguire ogni possibile convergenza.
I primi comuni, nell'ambito del Progetto WB-GAL, ad essere infrastrutturati sono Alvito, Posta Fibreno, Gallinaro, S.Biagio Saracinisco. La società che per ota sta seguendo i progetti è Techné.com che garantisce, sulla base di un bando pubblico, la proprietà delle reti ai Comuni ed una banda bilanciata fruibile fino a 8 Megabyte.
La rete del progetto WB-Gal è una rete magliata di WLAN comunali e realizza un'architettura integrata di WBLan che consente l'accesso a enti cittadini e imprese.
Tuttavia la prima vera rete civica wireless, in tecnologia Hiperlan/2, viene realizzata dalla Techné.com sul Comune di Frosinone attraverso la connessione di tutte le sedi comunali, alcune scuole. La rete civica per le esigenze di sicurezza nate con la promozione in serie B della squadra di calcio, viene implementata con la copertura radio della stadio a supporto della videosorveglianza e collegata a Questura e Polizia Municipale. La rete civica del Comune di Frosinone collega tra loro circa 500 computer e consente la connessione VoIP tra le sedi medesime.
Nel 2007 la tecnologia wireless vede alcuni dei maggiori imprenditori dell'area del Frusinate costituirsi in società. Nasce Frosinone Wireless S.p.A., che ha lo scopo di fornire connettività wireless a clienti privati e aziende nella provincia di Frosinone.
Nel 2006 l'azienda Hellotel Telecomunicazioni srl , nella persona di Aldo Pironi, inizia un progetto di copertura dell'area del Frusinate partendo dai Comuni di Pofi (FR), Ripi (FR) e Torrice (FR). A 3 anni di distanza, l'infrastruttura raggiunge oggi una copertura di 2500 km², sull'80% dei Comuni del Frusinate.
È stata la prima azienda ad essersi interessata al divario digitale che colpiva la zona industriale di Frosinone, polo nevralgico dell'economia del Frusinate.
Evoluzione, peraltro, avvenuta esclusivamente per lo spirito di iniziativa e l'impegno materiale e morale di un singolo imprenditore, data l'assenza assoluta di aiuti finanziari da parte di Enti Pubblici o Istituzioni, a differenza di iniziative similari rimaste tali solo sulla carta nonostante l'impiego di denaro pubblico.
A tutt'oggi la Hellotel Telecomunicazioni è l'unica rete wireless del Lazio che implementa la tecnologia TDMA (Time Domain Multiple Access), tecnologia assimilabile al wi-max che garantisce la ripartizione della banda di accesso a internet in modalità garantita agli utenti.
Non utilizza, contrariamente ad altri ISP, la tecnologia BPL (Broadband over Power Lines) a causa dei forti disturbi che la tecnologia BPL introduce nelle comunicazioni radio civili, militari e amatoriali nello spettro delle onde corte e in alcuni casi in apparecchi domestici particolarmente sensibili a disturbi elettromagnetici quali decoder DVB-T (digitale terrestre) e alcuni modelli di televisori digitali.
Attualmente l'azienda contribuisce all'evoluzione delle reti civiche comunali mediante i servizi offerti ai Comuni del Frusinate, mentre per i cittadini dispone di alcuni hotspot per l'accesso nomadico Wi-Fi a 2,4 GHz in modalità standard 802.11b/g.

### Massa
2005. La Rete Wireless del Comune di Massa è la nuova struttura pubblica realizzata da Fly Communications Srl che garantisce l'interconnessione a larga banda tra gli Enti Cittadini e la sede Municipale.
La rete wireless si sostituisce al cavo collegando le sedi periferiche con il Comune e qualsiasi altro utilizzatore (Rete Civica Cittadina) con ponti radio e apparati di irradiamento sulla frequenza libera dei 2,4/5 GHz (codice telecomunicazioni, titolo III, capo II, art. 99) con varia portata, potenza e copertura territoriale, modellandosi alle specifiche esigenze.

### Modena
È stato di recente messo in atto il piano di copertura Wi-Fi nella zona universitaria ed in alcune zone del centro della città.
Inoltre nella zona montana del Frignano attualmente è attiva la connessione senza fili nei Comuni di Pievepelago, Riolunato e Fiumalbo, per aziende e privati.

### Roma
Roma Wireless, consorzio onlus di aziende romane, ha di recente realizzato il piano di copertura Wi-Fi per buona parte di Villa Borghese.
Nel 2006 è stato ultimata la copertura delle ville storiche (Villa Borghese, Villa Torlonia, Villa Ada, Villa Paganini e Villa Doria-Panphili) ed è iniziato il piano di copertura della cosiddetta Ansa Barocca.
A dicembre 2007 gli hot spot installati e funzionanti erano circa 85.
Per accedere alla rete in una delle Wi-Fi Zone di RomaWireless è necessario essere registrati. La procedura di registrazione si può effettuare nelle aree coperte dal segnale, riempiendo un form on line. Entro pochi minuti si è in grado di navigare con un PC Portatile, un Tablet PC, un PDA o un qualsiasi altro dispositivo dotato di una scheda certificata Wi-Fi o di un sistema Wi-Fi integrato. La rete RomaWireless offre, per il suo primo anno di attività, un'ora di connessione gratuita al giorno.

### Salerno
La città di Salerno, fin dal 2007 ha iniziato una serie di politiche "digitali" volte all'estensione in tutta la città della banda larga e del wi-fi. Sono stati creati sportelli telematici ed internet per i vari settori della pubblica amministrazione, permettendo di aggirare tutta una serie di lungaggini burocratiche. È stato implementato il servizio offerto dal sito istituzionale del comune, tanto da ottenere l'11 maggio 2011 dal Dipartimento della Funzione Pubblica il "Diploma di Eccellenza" nel campo del rating generale nella categoria comuni medio-grandi. L'amministrazione comunale ha ricevuto anche il riconoscimento settoriale dedicato alla sezione “Albo Pretorio e policy” sempre nella categoria dei Comuni di dimensioni medio-grandi, per trasparenza, valutazione e merito del sito internet del comune.. Nel biennio 2010-2012, inoltre, partendo da piccole iniziative sperimentali nei parchi pubblici cittadini, è stato estesa la connessione wi-fi in tutta la città, iniziando dal centro storico per poi raggiungere tutti gli altri quartieri ed i luoghi di pubblica utilità. Gli interventi, finanziati interamente dall'amministrazione comunale, sono stati possibili sfruttando il Sistema Pubblico di Connettività e con la collaborazione di Telecom Italia/Pa.thnet. La copertura wi-fi è stata ottenuta utilizzando tre antenne (ponti radio), dislocate in punti strategici, che propagano il segnale da e verso Palazzo di Città e realizzano la connettività ad internet. Le antenne locali dislocate nei punti di interesse propagano il segnale captato dai ponti radio verso gli apparati utilizzati dagli utenti.